# エマニュエル・ドゥヴォス
エマニュエル・ドゥヴォス（Emmanuelle Devos, 1964年5月10日 - ）は、パリ近郊ピュトー出身のフランス女優。母はトリュフォーの『逃げ去る恋』に弁護士役で登場した女優マリー・アンリオ Marie Henriau。父は60年代に俳優活動もしていたジャン＝ミシェル・ドゥヴォス Jean-Michel Devos。

## 来歴
母が出演したジャンヌ・モロー監督作「ルミエール」Lumière (1976年／日本はテレビ放映のみ)の撮影現場を見て、女優になる決心を固める。その後、同作の出演者フランシス・ユステールの教えるフロラン演劇コースで演技を学ぶ。
1984年、アヴィニョン演劇祭オフ上演のクラウス・マン原作、アリアーヌ・ムヌーシュキン脚色版《Méphisto》で初舞台を踏む。翌年、ルノー＝バロー座(現ロン＝ポワン劇場)でユステール主演・演出によるコルネイユ作《ル・シッド》Le Cid の私生児役でパリの演劇界にデビュー。
その後、ユステールの監督作「On a volé Charlie Spencer」(1986)の胸を出した女性役で映画初出演。
2002年、ジャック・オーディアールの『リード・マイ・リップス』でセザール賞主演女優賞を受賞。
フランス映画祭へは、2005年の上映作『髭を剃る男』と『The beat that my heart skipped(仮題)』（公開題名「真夜中のピアニスト」)のゲストとして、2015年は団長として来日している。

## 主な出演作品
- On a volé Charlie Spencer (1986)
- 二十歳の死 La Vie des morts (1991／中編)
- 魂を救え! La Sentinelle (1992)
- 哀しみのスパイ Les patriotes (1994)
- わたしを忘れて Oublie-moi (1994) シネクラブ上映
- Consentement mutuel (1994)
- アンナ・オズ Anna Oz (1995)
- そして僕は恋をする Comment je me suis disputé... (ma vie sexuelle) (1996)
- アルテミシア Artemisia (1997)
- パリの確率 Peut-être (1999)
- Aïe (2000) TV5MONDEで放映
- エスター・カーン めざめの時 Esther Kahn (2000)
- リード・マイ・リップス Sur mes lèvres (2001)
- L'Adversaire (2001)
- 逢いたくて Au plus près du paradis (2002)
- かすり傷 Petites Coupures (2003) TV5MONDEで放映
- レッドナイト Rencontre avec le dragon (2003) DVDスルー
- キングス&クイーン Rois et reine (2004)
- Bienvenue en Suisse (2004) TV5MONDEで放映
- 真夜中のピアニスト De battre mon coœur s'est arrêté (2005)
- 髭を剃る男 La Moustache (2005) フランス映画祭上映後、TV5MONDEで放映
- 2つの人生…そしてもう1つ Deux vies ... Plus une (2007) TV5MONDEで放映
- クリスマス・ストーリー Un conte de Noël (2008)
- いつか分かるだろう Plus tard tu comprendras (2009／アモス・ギタイ監督) 第10回東京フィルメックス上映
- ココ・アヴァン・シャネル Coco avant Chanel (2009／エミリエンヌ・ダランソン役)
- 風にそよぐ草 Les Herbes folles (2009)
- 涙の理由 Pourquoi tu pleures ? (2011) TV5MONDEで放映
- もうひとりの息子 Le Fils de l'autre (2012)
- ドメスティック・ライフ　La Vie domestique (2013) TV5MONDEで放映
- ヴィオレット-ある作家の肖像- Violette (2013)
- 甘き人生 Fai bei sogni (2016／マルコ・ベロッキオ監督)
- フランク&ローラ 魔性のレシピ Flank & Lola (2016)
- モカ色の車 Moka (2016)
- パリの調香師 しあわせの香りを探して Les Parfums (2019)
- レア・セドゥのいつわり Tromperie (2021)
- あなたが欲しいのはわたしだけ Vous Ne Desirez Que Moi (2021)
- ボレロ 永遠の旋律 Bolero (2023)